# B.T. Ranadive
B.T. Ranadive (BTR), född 19 december 1904, död 6 april 1990, var en indisk politiker och fackföreningsman. Master of Arts 1927.
BTR anslöt sig 1928 till det då i hemlandet förbjudna Communist Party of India. Samma år kom han i ledande ställning inom fackförbundet All India Trade Union Congress i Bombay, där han arbetade för att organisera särskilt textilarbetare och järnvägsanställda. 1943 valdes BTR så till ledamot i sitt partis centralkommitté. 1948 - 1950 var han partiets generalsekreterare. Under denna period var paritet inblandat i väpnat uppror på flera håll i Indien, bl.a. i Telangana. Han avsattes 1950 och stämplades då av partiet såsom "vänsteravvikare". 
Vid fjärde partikongressen i Palghat 1956 hade CPI hunnit omvärdera sin inställning till BTR som åter valdes in i centralkommittén. Vid partisöndringen 1964 blev han en av de ledande personerna i utbrytarpartiet Communist Party of India (Marxist). När Centre of Indian Trade Unions (CITU) grundades i Calcutta i slutet av maj 1970 valdes BTR till organisationens första president. CITU högkvarter i New Delhi är inrymt i en byggnad som uppkallats efter honom, BTR Bhavan.